# Marie-Ève Gahié
Marie-Eve Gahié, née le 27 novembre 1996 à Paris, est une judokate française évoluant dans la catégorie des moins de 70 kg, poids moyens.
Elle est sacrée championne du monde lors de l'édition 2019 à Tokyo au Japon et championne d'Europe à deux reprises, lors de l'édition 2022 à Sofia et lors de l'édition 2023 à Montpellier.

## Biographie
Marie-Eve Gahié obtient une médaille de bronze lors des championnats d'Europe cadets en 2012 avant de remporter ses premiers titres dans cette même catégorie d'âge l'année suivante, le titre européen à Tallinn et le titre mondial Lors de cette même année, elle remporte le titre mondial à Miami. Durant cette année, elle participe également à l'obtention de la médaille d'argent lors des championnats du monde junior. L'année suivante, elle devient vice-championne d'Europe junior par équipe, et elle termine deuxième des championnats de France. Lors des mondiaux juniors, disputés à Fort Lauderdale, elle remporte une médaille de bronze dans sa catégorie et une médaille d'argent lors de la compétition par équipes.
Elle remporte la médaille d'or par équipes aux Jeux européens de 2015.
En 2016, Marie-Eve Gahié remporte deux tournois Grand Prix, les Grand Prix Samsun et Grand Prix d'Almaty, avant de devenir championne d'Europe junior à Malaga, où elle obtient également le bronze lors de la compétition par équipes. Championne de France, elle remporte le Grand Slam d'Abou Dabi.
Elle est médaillée de bronze des moins de 70 kg aux championnats d'Europe 2017 et remporte le titre européen dans la compétition par équipes. Battue en quarts de finale aux mondiaux de Budapest, deux waza-ari à un, par la Portoricaine Maria Perez, elle est opposée à la Colombienne Yuri Alvear lors du combat pour la médaille de bronze, combat où elle s'incline sur immobilisation.
En 2018, elle est opposée à la championne du monde en titre, la Japonaise Chizuru Arai, en finale des championnats du monde de Bakou. Bien que menant d'abord avec un waza-ari, elle s'incline sur immobilisation. Elle combat dans la compétition par équipes où la France prend la deuxième place derrière le Japon. Cette même année, elle intègre l'équipe de France Douane.
Son début d'année 2019 ne répond pas à ses attentes. Lors du Grand Slam de Paris, elle s'incline  en quarts de finale face à la Japonaise Yoko Ono, puis face à Saki Niizoe lors du combat pour la médaille de bronze. Lors des Jeux européens de Minsk, elle s'incline en demi-finale face à Sanne van Dijke avant de perdre le combat pour la troisième place face à la Suédoise Anna Bernholm. Elle figure dans le groupe qui participe à la compétition par équipes, l'équipe de France s'inclinant en quart de finale face au Portugal pour remporter ensuite la médaille de bronze.
Lors des championnats du monde 2019, disputés à Tokyo, elle s'impose en demi-finale face à la Britannique Sally Conway, sur une technique au sol, avant de remporter la finale face à la  Portugaise Barbara Timo par abandon sur une clé de bras. Comme lors de l'édition précédente, elle remporte la médaille d'argent lors du concours par équipes mixte, où la France est de nouveau battue par le Japon.
Le 1er septembre 2020, elle rejoint le PSG Judo.
Elle obtient une médaille de bronze en moins de 70 kg aux Championnats d'Europe de judo 2020 à Prague alors que sa compatriote Margaux Pinot obtient l'or. L'année suivante, alors que Pinot obtient la médaille d'argent aux championnats d'Europe 2021 de Lisbonne, Gahié est éliminée dès son entrée en lice, ce qui lui coûte la sélection pour les Jeux Olympiques de Tokyo. Lors de l'édition 2022, elle s'adjuge la médaille d'or aux dépens de la Néerlandaise Sanne Van Dijke, tenante du titre, et après avoir notamment battu Margaux Pinot en quart de finale.
Elle remporte aux Championnats d'Europe de judo 2023 à Montpellier la médaille d'or dans la catégorie des moins de 70 kg. Trois semaines après cette compétition, la Fédération française de judo annonce la sélection de Gahié pour les Jeux olympiques de 2024 disputés à Paris.
En février 2024, Gahié est finaliste du Grand Chelem de Paris et du Grand Chelem de Bakou.
Elle remporte la médaille d'or au Jeux Olympiques en équipe mixte et parade le 14 septembre 2024 lors du défilé des champions ou lui sera remis la medaille de chevalier de l'ordre national du mérite par le président de la république a l'arc de triomphe devant 70000 spectateurs

## Palmarès

### Compétitions internationales
| Année | Compétition                      | Lieu        | Résultat | Catégorie      |
| ----- | -------------------------------- | ----------- | -------- | -------------- |
| 2012  | Championnats d'Europe cadets     | Bar         | 3e       | Moins de 70 kg |
| 2013  | Championnats d'Europe cadets     | Tallin      | 1re      | Moins de 70 kg |
| 2013  | Championnats du monde cadets     | Miami       | 1re      | Moins de 70 kg |
| 2014  | Championnats du monde juniors    | Miami       | 3e       | Moins de 70 kg |
| 2016  | Championnats d'Europe juniors    | Malaga      | 1re      | Moins de 70 kg |
| 2017  | Championnats d'Europe            | Varsovie    | 3e       | Moins de 70 kg |
| 2018  | Championnats du monde            | Bakou       | 2e       | Moins de 70 kg |
| 2018  | Championnats du monde militaires | Rio         | 1re      | Moins de 70 kg |
| 2019  | Championnats du monde            | Tokyo       | 1re      | Moins de 70 kg |
| 2020  | Championnats d'Europe            | Prague      | 3e       | Moins de 70 kg |
| 2022  | Championnats d'Europe            | Sofia       | 1re      | Moins de 70 kg |
| 2023  | Championnats d'Europe            | Montpellier | 1re      | Moins de 70 kg |
| 2024  | Championnats du monde            | Abou Dabi   | 2e       | Moins de 70 kg |

Outre ses médailles individuelles, elle obtient des médailles dans des compétitions par équipes.
| Année | Compétition                   | Lieu      | Résultat |
| ----- | ----------------------------- | --------- | -------- |
| 2013  | Championnats du monde juniors | Ljubljana | 2e       |
| 2014  | Championnats d'Europe juniors | Bucarest  | 2e       |
| 2014  | Championnats du monde juniors | Miami     | 2e       |
| 2015  | Jeux européens                | Bakou     | 1re      |
| 2017  | Championnats d'Europe         | Varsovie  | 1re      |
| 2017  | Championnats du monde (mixte) | Budapest  | 3e       |
| 2018  | Championnats du monde (mixte) | Bakou     | 2e       |
| 2019  | Jeux européens                | Minsk     | 3e       |
| 2019  | Championnats du monde (mixte) | Tokyo     | 2e       |
| 2021  | Championnats du monde (mixte) | Budapest  | 2e       |
| 2022  | Championnats du monde (mixte) | Tachkent  | 2e       |
| 2022  | Championnats d'Europe (mixte) | Mulhouse  | 1re      |
| 2023  | Championnats du monde (mixte) | Doha      | 2e       |

Elle obtient également des podiums lors de compétitions de club
| Année | Compétition                  | Lieu      | Résultat | Club                               |
| ----- | ---------------------------- | --------- | -------- | ---------------------------------- |
| 2017  | European Club Championships. | Wuppertal | 1re      | Force Longjumeau Alliance Massy 91 |
| 2018  | Champions League.            | Bucarest  | 1re      | Force Longjumeau Alliance Massy 91 |

### Tournois Grand Chelem et Grand Prix
| Année | Compétition                | Lieu              | Résultat | Catégorie      |
| ----- | -------------------------- | ----------------- | -------- | -------------- |
| 2015  | Grand Prix Tbilissi        | Tbilissi          | 3e       | Moins de 70 kg |
| 2015  | Grand Slam de Bakou        | Bakou             | 3e       | Moins de 70 kg |
| 2016  | Grand Prix de la Havane    | La Havane         | 3e       | Moins de 70 kg |
| 2016  | Grand Prix Samsun          | Samsun            | 1re      | Moins de 70 kg |
| 2016  | Grand Prix d'Almaty        | Almaty            | 1re      | Moins de 70 kg |
| 2016  | Grand slam d'Abu Dhabi     | Abu Dhabi         | 1re      | Moins de 70 kg |
| 2017  | Grand Prix Düsseldorf      | Düsseldorf        | 2e       | Moins de 70 kg |
| 2017  | Masters mondial            | Saint-Pétersbourg | 3e       | Moins de 70 kg |
| 2018  | Grand Slam de Paris        | Paris             | 3e       | Moins de 70 kg |
| 2018  | Grand Prix Tbilissi        | Tbilissi          | 1re      | Moins de 70 kg |
| 2018  | Grand Prix Zagreb          | Zagreb            | 1re      | Moins de 70 kg |
| 2019  | Grand Slam d'Ekaterinbourg | Ekaterinbourg     | 1re      | Moins de 70 kg |
| 2019  | Masters mondial            | Qingdao           | 3e       | Moins de 70 kg |
| 2021  | Grand Chelem Tel-Aviv      | Tel-Aviv          | 3e       | Moins de 70 kg |
| 2022  | Masters mondial            | Jérusalem         | 2e       | Moins de 70 kg |
| 2023  | Grand Slam de Paris        | Paris             | 2e       | Moins de 70 kg |
| 2024  | Grand Slam de Paris        | Paris             | 2e       | Moins de 70 kg |
| 2024  | Grand Slam de Bakou        | Bakou             | 2e       | Moins de 70 kg |

## Distinctions

### Décorations
Chevalier de la Légion d'honneur (décret du 23 septembre 2024)